# Llac de Nicaragua
El llac de Nicaragua (en castellà Lago de Nicaragua,  Mar Dulce, Gran Lago, Gran Lago Dulce, Lago de Granada) o Cocibolca (paraula ameríndia que vol dir 'el mar dolç') és un llac centreamericà d'aigua dolça. Es troba al sud-oest de Nicaragua, gairebé tocant a la frontera amb Costa Rica i prop de la costa del Pacífic.
Amb una extensió de 8.264 km², és el tercer llac de l'Amèrica Llatina, després dels llacs de Maracaibo a Veneçuela i Titicaca entre Bolívia i el Perú, i el més gran de l'Amèrica Central. És el 19è llac més gran del món (per àrea) i el desè més gran d'Amèrica, lleugerament més petit que el llac Titicaca. Amb una altitud de 32,7 m sobre el nivell del mar, el llac arriba a una profunditat de 26 m. S'uneix intermitentment pel riu Tipitapa amb el llac Managua.
S'hi troben exemplars de tauró camús, coneguts també com a taurons de Nicaragua per la seva presència al llac.

## Etimologia
Hi ha una sèrie d'orígens náhuatl i hi ha diverses teories de quina importància, recopilades pel científic nicaragüenc Jaime Incer Barquero:
| «                                                             | - Segons Valle deriva de acotzilli-poloa-can, 'on es destrueixen els arbres'. - Segons Alejandro Dávila Bolaños coatl-pol-can, 'lugar de la Gran Serpiente'; o quauh-zapotl-can, 'lugar de los árboles de zapote'. - Segons Carlos Mántica coatl-pol-can, 'on és la més gran de les joies (llacs)'. Pensant que els bessons mítics eren Xólotl (d'on prové Xolotlán) i Quetzalcoatl, no és una aventura rara. que el llac Cocibolca sigui consagrat a aquest i que el vocable no marí sense una corrupció del nombre d'aquesta deïtat tolteca definitiva. | » |
| — Toponimias indígenas de Nicaragua, de Jaime Incer Barquero. | |   |

## Geografia
El llac desguassa al Mar Carib a través del riu San Juan, convertint històricament la ciutat al costat del llac de Granada en un port atlàntic, encara que Granada (així com tot el llac) està geogràficament més a prop de l'oceà Pacífic. El Pacífic és prou a prop per ser vist des de les muntanyes d’Ometepe (una illa al llac). El llac té una història de pirates del Carib que van assaltar Granada en tres ocasions. Abans de la construcció del canal de Panamà, una línia de diligències propietat de l'Accesory Transit Company de Cornelius Vanderbilt connectava el llac amb el Pacífic a través dels turons baixos de l'estret istme de Rivas. Es van fer plans per aprofitar aquesta ruta per construir un canal interoceànic, el Canal de Nicaragua, però al seu lloc es va construir el Canal de Panamà. Per tal de sufocar la competència amb el canal de Panamà, els EUA van assegurar tots els drets sobre un canal al llarg d'aquesta ruta en el Tractat Bryan-Chamorro de 1916. Tanmateix, des que aquest tractat va ser rescindit mútuament pels Estats Units i Nicaragua l'any 1970, la idea d'un altre canal a Nicaragua encara va ressorgir periòdicament, com la proposta Ecocanal. L'any 2014, el govern de Nicaragua va oferir una concessió de 50 anys a la Hong Kong Nicaragua Canal Development Investment Company (HKND) per construir un canal a través de Nicaragua amb un cost de 40.000 milions de dòlars EUA, i la construcció va començar el desembre de 2014 i va finalitzar el 2019. Les protestes contra els efectes ecològics i socials del canal, així com les preguntes sobre el finançament, han generat dubtes sobre el projecte.
La ciutat de Granada i el volcà Mombacho es troben a la riba d'aquest llac.
Dins el llac hi ha més de quatre-cents illots, si s'hi compten les Isletas de Granada i l'arxipèlag de Solentiname, i dues illes: Zapatera i Ometepe. Aquesta darrera està formada per dos volcans: el Maderas i el Concepción.

## Ecologia del llac
El llac Nicaragua, tot i ser un llac d'aigua dolça, té peixos serra, megalops atlanticus i taurons. Inicialment, els científics pensaven que els taurons del llac eren una espècie endèmica, el tauró del llac de Nicaragua (Carcharhinus nicaraguensis). L'any 1961, després de comparar exemplars, es va convertir en sinònim del tauró camús (C. leucas), una espècie també coneguda per entrar en aigua dolça a altres llocs del món. S'havia suposat que els taurons estaven atrapats dins del llac, però es va trobar que això era incorrecte a finals de la dècada de 1960, quan es va descobrir que podien saltar pels ràpids del riu San Juan, que connecta el llac Nicaragua amb el Mar Carib, gairebé com el salmó. Com a prova d'aquests moviments, els taurons toro marcats dins del llac s'han capturat més tard a l'oceà obert (i viceversa), i uns quants triguen entre 7 i 11 dies per completar el viatge. Al llac hi viuen nombroses altres espècies de peixos, incloent-hi almenys 16 cíclids que són endèmics de la regió general. Cap d'aquests és estrictament endèmic del llac Nicaragua, tot i que Amphilophus labiatus és nadiu només del llac Nicaragua i el llac Managua. Un cíclid no autòcton, una tilàpia, s'utilitza àmpliament en l'aqüicultura dins del llac. A causa de la gran quantitat de residus que produeixen i del risc d'introduir malalties a les quals les espècies de peixos autòctons no tenen resistència, són potencialment una amenaça greu per a l’ecosistema del llac.
És la font d'aigua dolça més gran del país, i els nicaragüencs l'anomenen Lago Cocibolca o Mar Dulce. El llac té onades importants impulsades pels vents de l'est que bufen cap a l'oest fins a l'oceà Pacífic. El llac conté Ometepe i Zapatera, que són totes dues illes volcàniques, així com l'arxipèlag de les illes Solentiname. El llac té fama de tempestes periòdicament potents.
En els últims 37 anys, s'ha expressat una preocupació considerable per la situació ecològica del llac Nicaragua. L'any 1981 el Ministeri de Medi Ambient i Recursos Naturals (MARENA) va dur a terme un estudi d'avaluació ambiental i va comprovar que la meitat de les fonts d'aigua mostrejades estaven greument contaminades per aigües residuals. Es va trobar que 32 tones d'aigües residuals brutes s'alliberaven al llac Nicaragua diàriament. La indústria situada a la vora del llac havia estat abocant efluents durant un període prolongat. Es va trobar que Pennwalt Chemical Corporation era el pitjor contaminador. La situació econòmica de Nicaragua ha obstaculitzat la construcció d'instal·lacions de tractament a tot el país.
La pitjor sequera del país en 32 anys va passar factura al llac el 2014; el govern de Nicaragua va recomanar als ciutadans criar i menjar iguanes per reduir el consum d'aigua. A més, els plans per al canal de Nicaragua a través del llac podrien provocar aigua salada i altres contaminacions durant la construcció i l'explotació del canal.

Comparació de la mida d'un tauró toro (Carcharhinus leucas) i d'un bucejador.

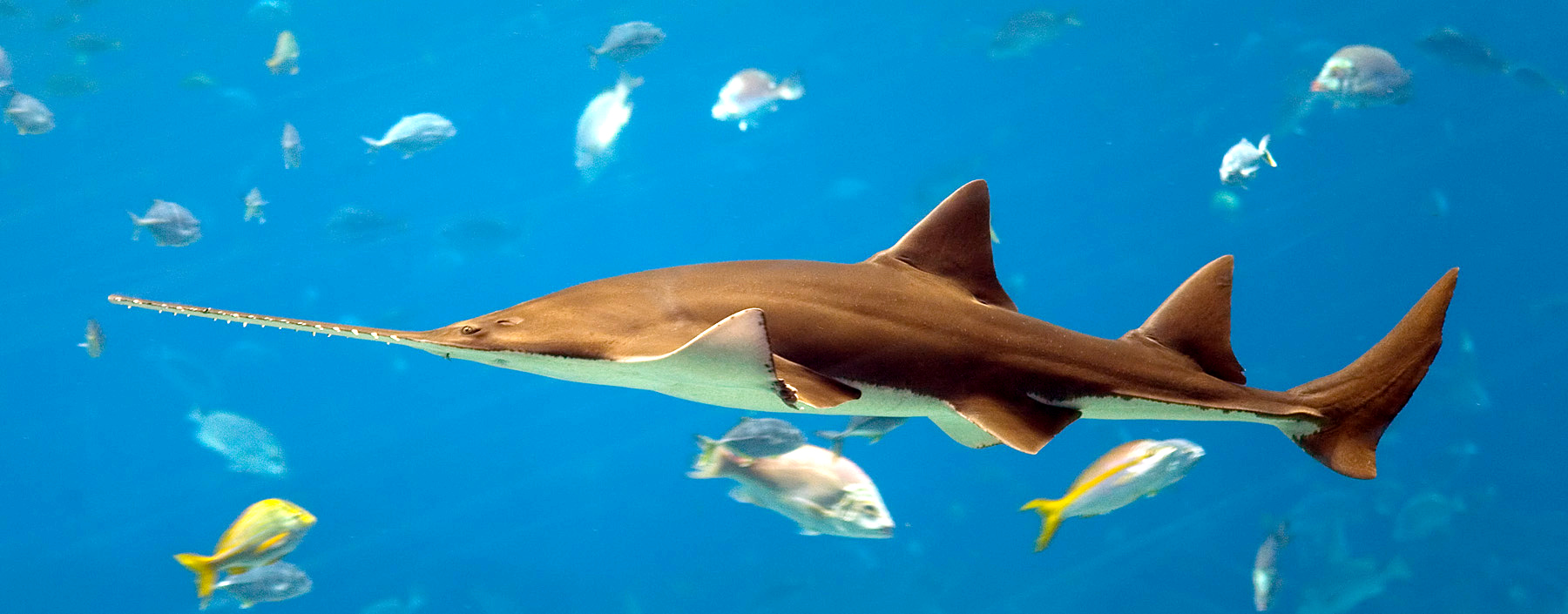
Un peix serra (Pristiformes).

Una altra espècie de peix de gran mida que es troba al llac és la sorra real del tarpó (Megalops atlanticus).
Viuen al llac nombroses altres espècies d'espècies, incloent-hi menys de 16 espècies de cíclids (Cichlidae) que els seus endèmics de la regió general. Cap d'ells és estrictament endèmic del llac Nicaragua, encara que Amphilophus labiatus és natiu del llac Nicaragua i llac Managua. Un cíclid no autòcton, la tilàpia, s'utilitza àmpliament en l'aqüicultura al llac. A causa de la gran quantitat de residus que produeixen, hi ha el risc d'introduir paràsits que les espècies d'espècies autòctones no estiguin immunitzats, la seva potencialment una amenaça greu per a l'ecosistema del llac.